# Kazuhito Mochizuki
Kazuhito Mochizuki (jap. 望月 一仁 Mochizuki Kazuhito; ur. 1 grudnia 1957) – japoński piłkarz występujący na pozycji napastnika.

## Kariera klubowa
Od 1977 do 1986 roku występował w klubie Yamaha Motors.